# Corridonia
Corridonia là một đô thị ở tỉnh Macerata ở vùng Marche, có vị trí cách khoảng 40 km về phía nam của Ancona và khoảng 8 km về phía đông nam của Macerata. Tại thời điểm ngày 1 tháng 1 năm 2007, đô thị này có dân số 14.647 người và diện tích là 62 km².
Corridonia đã được gọi là Pausula cho đến năm 2007. Benito Mussolini đã đổi tên để vinh danh Filippo Corridoni.
Corridonia giáp các đô thị: Francavilla d'Ete, Macerata, Mogliano, Monte San Giusto, Monte San Pietrangeli, Morrovalle, Petriolo, Tolentino, Urbisaglia.